# Królin
Królin (ukr. Королин) – wieś na Ukrainie, w rejonie jaworowskim (do 2020 roku w rejonie mościskim) obwodu lwowskiego. Wieś liczy 153 mieszkańców.
Wieś szlachecka Krolin, własność Czuryłów, położona była w 1589 roku w ziemi przemyskiej województwa ruskiego. W II Rzeczypospolitej do 1934 samodzielna gmina jednostkowa. Następnie należała do zbiorowej wiejskiej gminy Twierdza w powiecie mościskim w woj. lwowskim. Po wojnie wieś weszła w struktury administracyjne Związku Radzieckiego.